# Kruševo (Stolac, BiH)
Kruševo je naseljeno mjesto u općini Stolac, Federacija Bosne i Hercegovine, BiH.

## Zemljopis
Kruševo se nalazi u Donjoj Hercegovini na polju u kršu okruženo brdima i pobrđima. Lokacija ne može biti u potpunosti točna zbog velike prostorne veličine i mnoštva zaselaka. Nalazi se jugoistočno od Stoca blizu granice s Republikom Srpskom.

## Stanovništvo

### 1991.
Nacionalni sastav stanovništva 1991. godine, bio je sljedeći::
ukupno: 300
- Hrvati - 238
- Muslimani - 62

### 2013.
Nacionalni sastav stanovništva 2013. godine, bio je sljedeći:
ukupno: 241
- Hrvati - 227
- Bošnjaci - 14

## Obrazovanje
Područna škola Kruševo održava nastavu u kombinranom odjelu od 1. do 4. razreda.

## Poznate osobe
- Marko Milanović, mučenik vjere